# LibreOffice Calc
LibreOffice Calc（又稱Calc） 是LibreOffice生產力軟體的項目之一。是與Microsoft Excel功能相當的試算表軟體，並可以開啟或儲存為Microsoft Excel的檔案格式，也可存為.pdf。
LibreOffice試算表通常會預設以OpenDocument Format（ODF）的格式儲存。但也支援CSV, HTML, SXC, DBF, DIF, UOF, SLK, SDC等格式。
與其他LibreOffice檔案一樣，「LibreOffice試算表」可跨平台運行。包含Mac OS X, Microsoft Windows, Linux和FreeBSD等作業系統。

## 特色
- 開放原始碼
- 可於多平台執行，包含：Windows，MacOS，Linux, Unix等等。
- 可存為多種格式ODF，Excel（XLS），CSV等格式。
- 可正確處理許多1900年前的文獻（許多試算表軟體，包含Excel，有1900 bug，所以無法處理1900年1月1日前的文獻）。
- 支援很大數量的方程，包含虛數和一些經濟上或統計上會用到的方程。

## 外部連結
- 官方网站